# Музей Палаццо Манси
Музей Палаццо Манси (итал. Museo di Palazzo Mansi) — музей, находящийся в центре города Лукка, Италия. Во дворце имеется государственная пинакотека.

## Дворец
Дворец построен в XVI веке, и его в 1616 году купила семья Манси, которая отремонтировала интерьер здания в стиле барокко, что не соответствует наружным фасадам в строгом стиле. В течение XVIII века построили два крыла, перпендикулярные центральной части, и лестницу, вводящую в бельэтаж на лоджию с видом на сад.
Внутри дворца в 1965 году разместили музей, который стал государственной собственностью и в это же время был полностью отремонтирован. В 1977 году торжественно открыли пинакотеку. Потом решили снова показать старую мебель, старые фрески и гобелены. Одним из важных помещений является «комната супругов» (La camera degli sposi), в которой присутствуют ценные шелковые ткани.

## Музей
В музее выставлены картины XIX века, написанные Помпео Батони, Бернардино Нокки, Стефано Тофанелли, и старые текстильные приборы (ткацкие станки), старинные одежды, облачения и ткани разных эпох. Все это показывает, какой важной была для города и его окрестностей текстильная промышленность.

## Пинакотека
Картины, имеющиеся во дворце, городу подарил великий герцог Тосканы Леопольд II во время присоединения Лукки к герцогству. Пинакотека состоит из четырёх залов, которые представляют определённую эпоху и её стиль.
- Тинторетто, Гирландайо, Веронезе и Тициан
- Гвидо Рени и Доменикино
- Фламандская живопись: Пауль Бриль, Мабюз
- Тосканская живопись: Доменико Беккафуми, Аньоло Бронзино, Понтормо, Андреа дель Сарто